# Museo centrale delle Forze aeree della Federazione Russa
Il Museo centrale delle Forze aeree della Federazione Russa (precedentemente Museo delle Forze aeree della Federazione Russa e prima ancora Museo delle Forze aeree dell'URSS), situato presso l'aeroporto di Monino, 40 km a est di Mosca, è uno dei più grandi musei aeronautici del mondo e il più grande per gli aerei russi. Vi sono esposti 173 aerei, 127 motori di aereo e sono in mostra collezioni di armi, strumenti, uniformi, opere d'arte e altri oggetti legati all'aeronautica. È possibile visitare una biblioteca che contiene libri, film e fotografie. Le visite sono guidate da ex-piloti.
Il museo, insediato in un'area tuttora militare appartenente alla vicina Accademia aeronautica "Jurij Gagarin", è stato aperto nel 1958. Prima del 2001, la struttura era chiusa al pubblico, perché esponeva prototipi con dati ancora riservati, provenienti dall'era della Unione Sovietica. Sono proprio questi progetti a rendere la raccolta oggi molto importante. Dal 2001 fino all'estate 2006 era comunque necessario per visitare il museo uno speciale permesso, che adesso non è più richiesto.

## Alcuni aeromobili in esposizione

### Aerei da trasporto e passeggeri

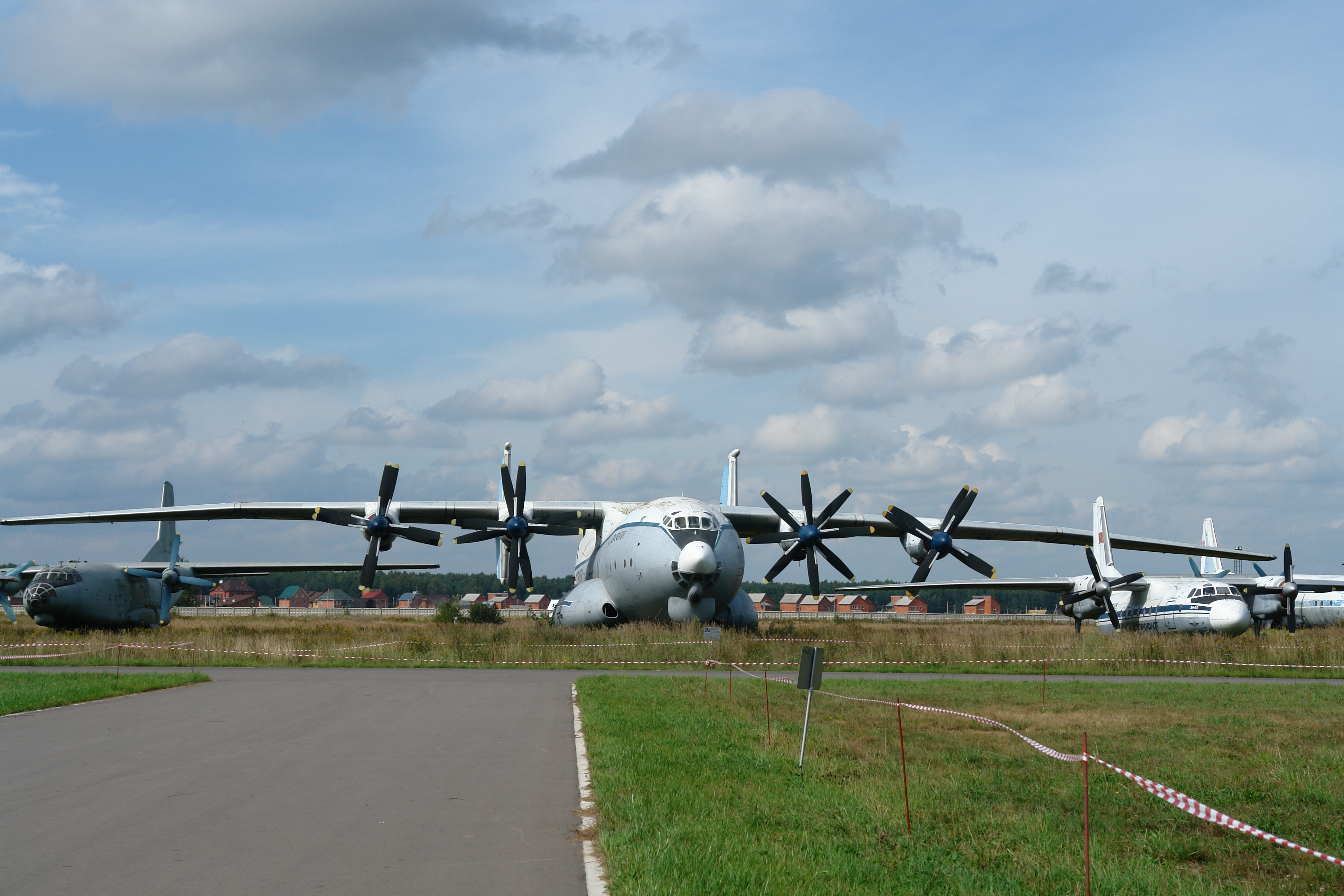
Antonov An-22 "Cock"
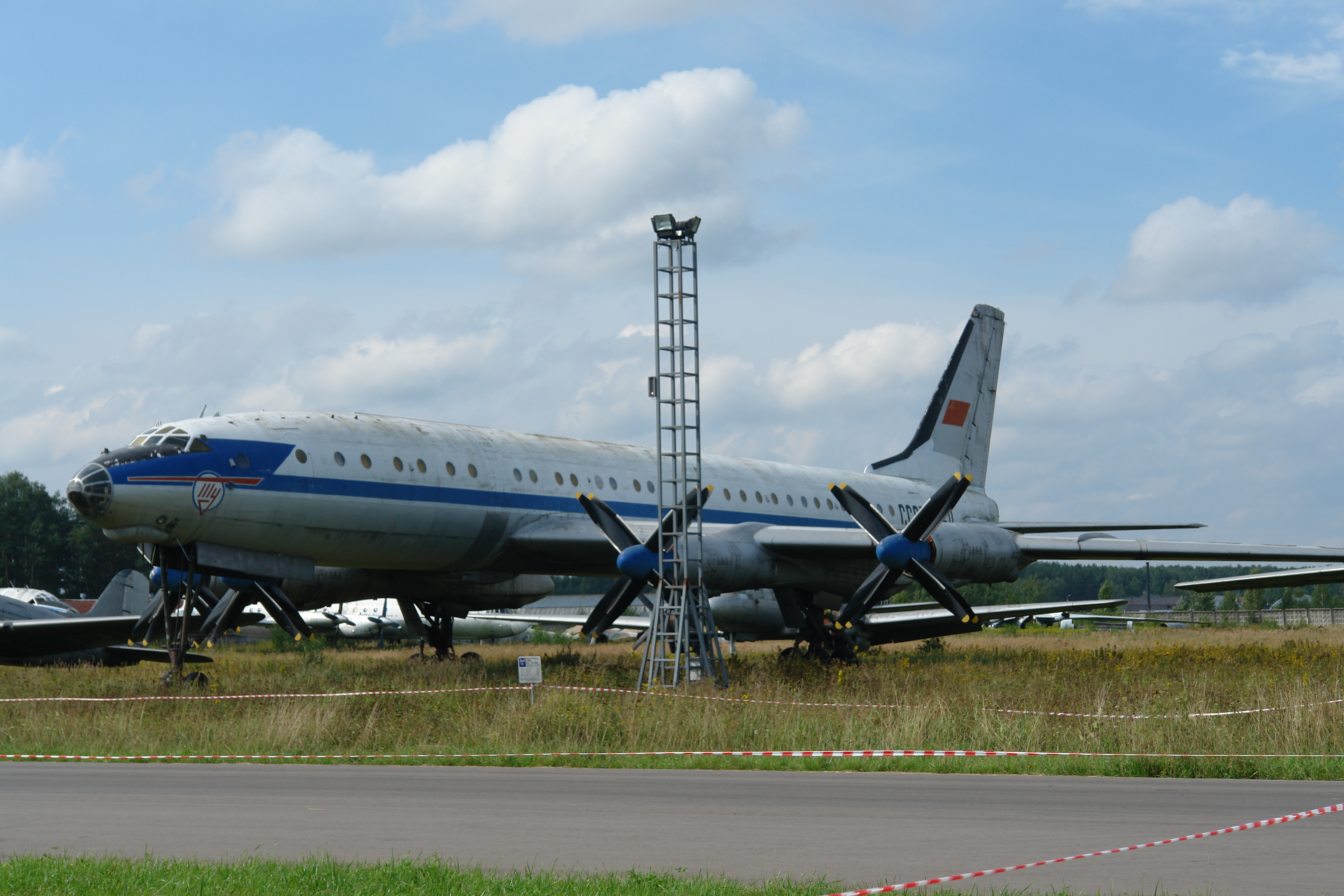
Tupolev Tu-114 "Cleat"
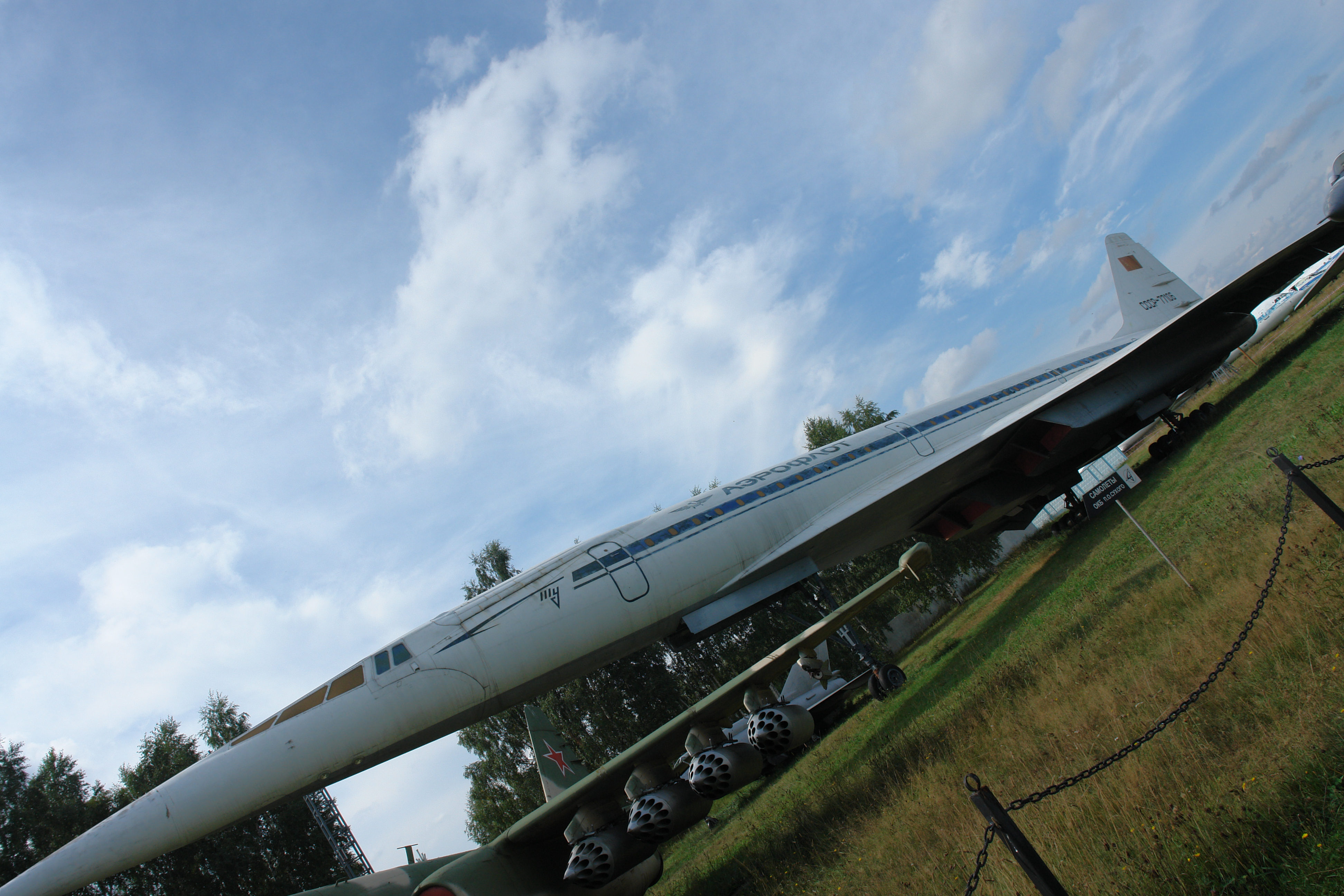
Tupolev Tu-144 "Charger"
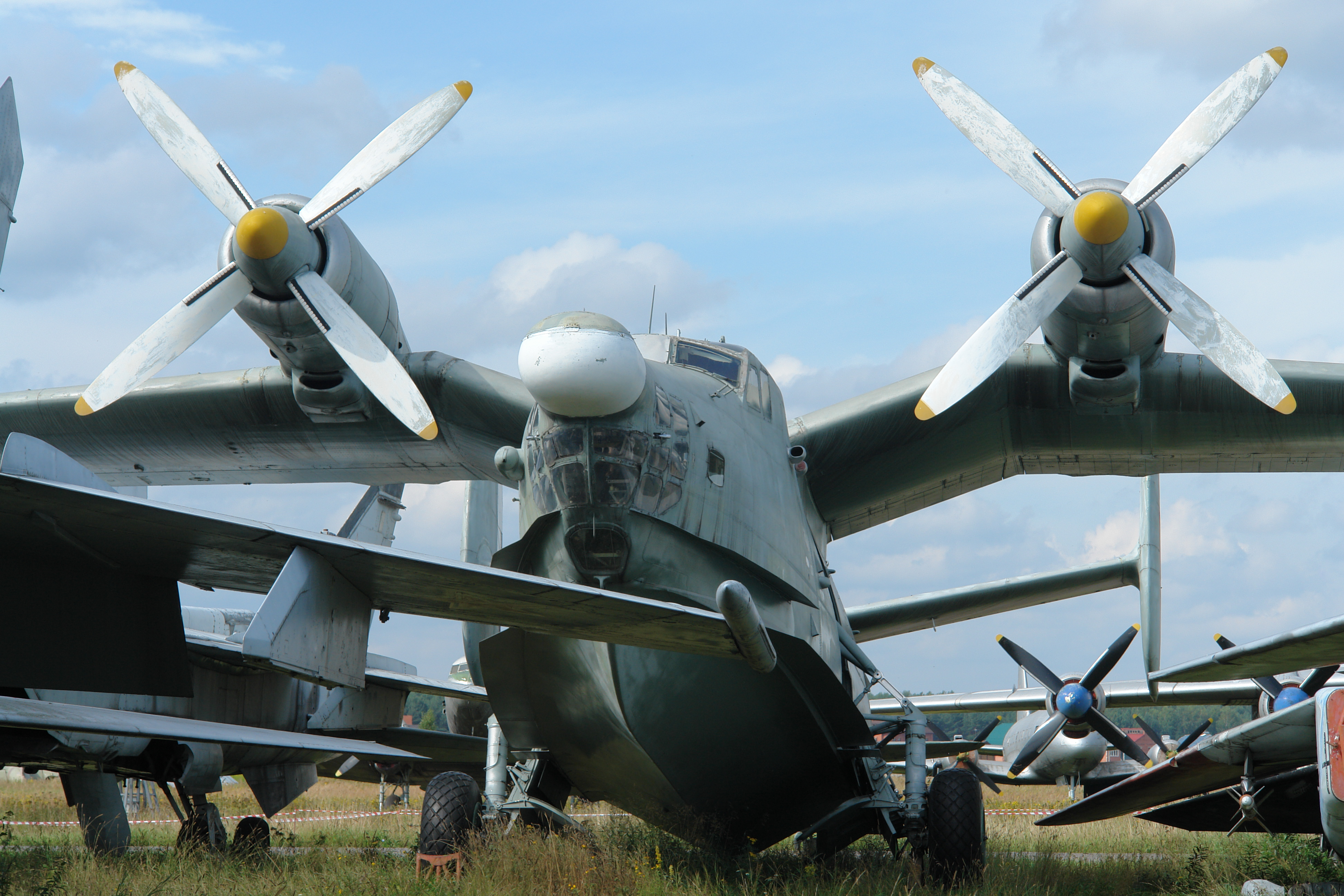
Beriev Be-12 "Mail"

### Aerei da caccia

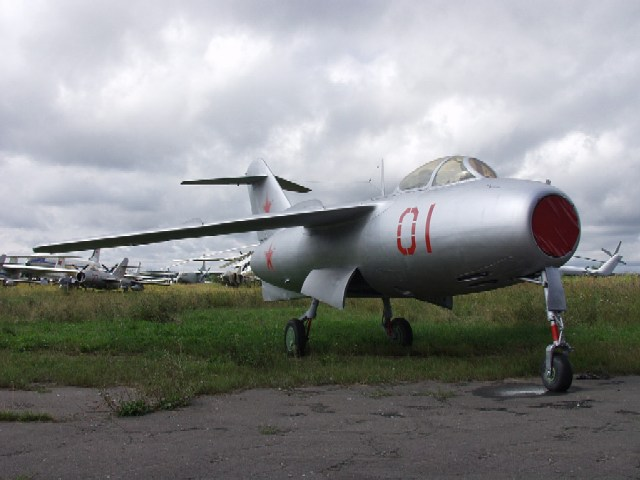
Lavochkin La-15 "Fantail"
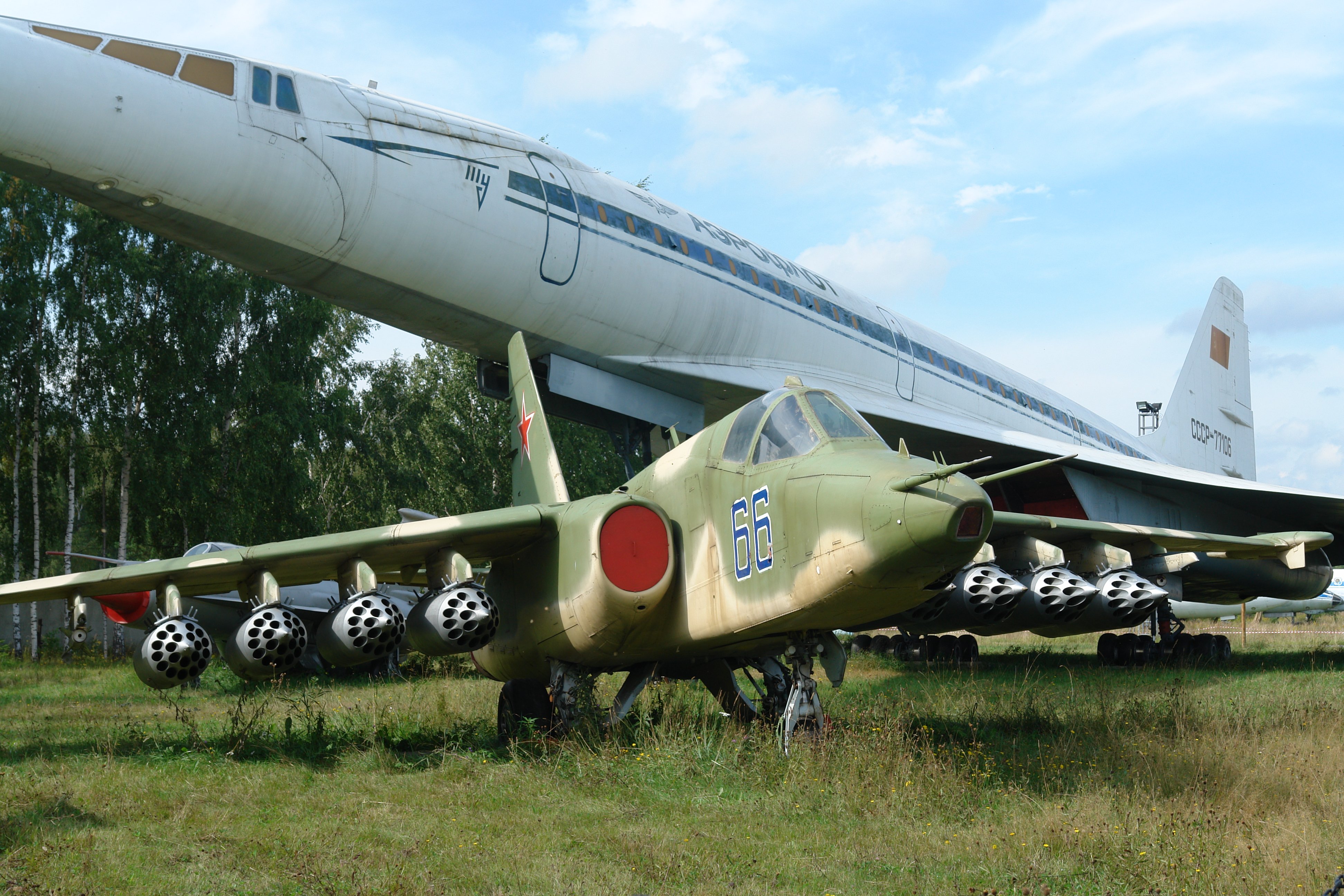
Sukhoi Su-25 "Frogfoot"

### Bombardieri

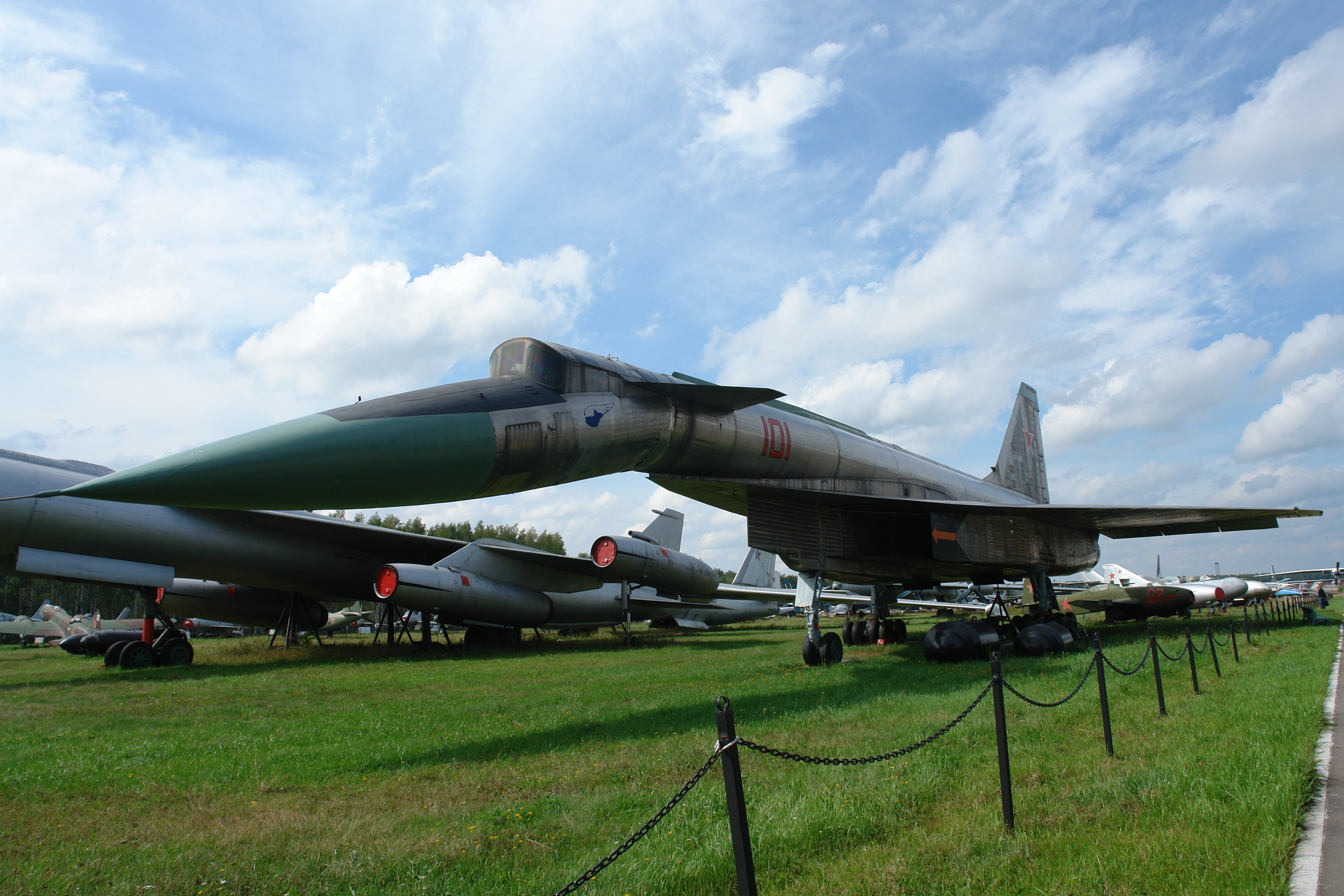
Sukhoi T-4 "SU-100"
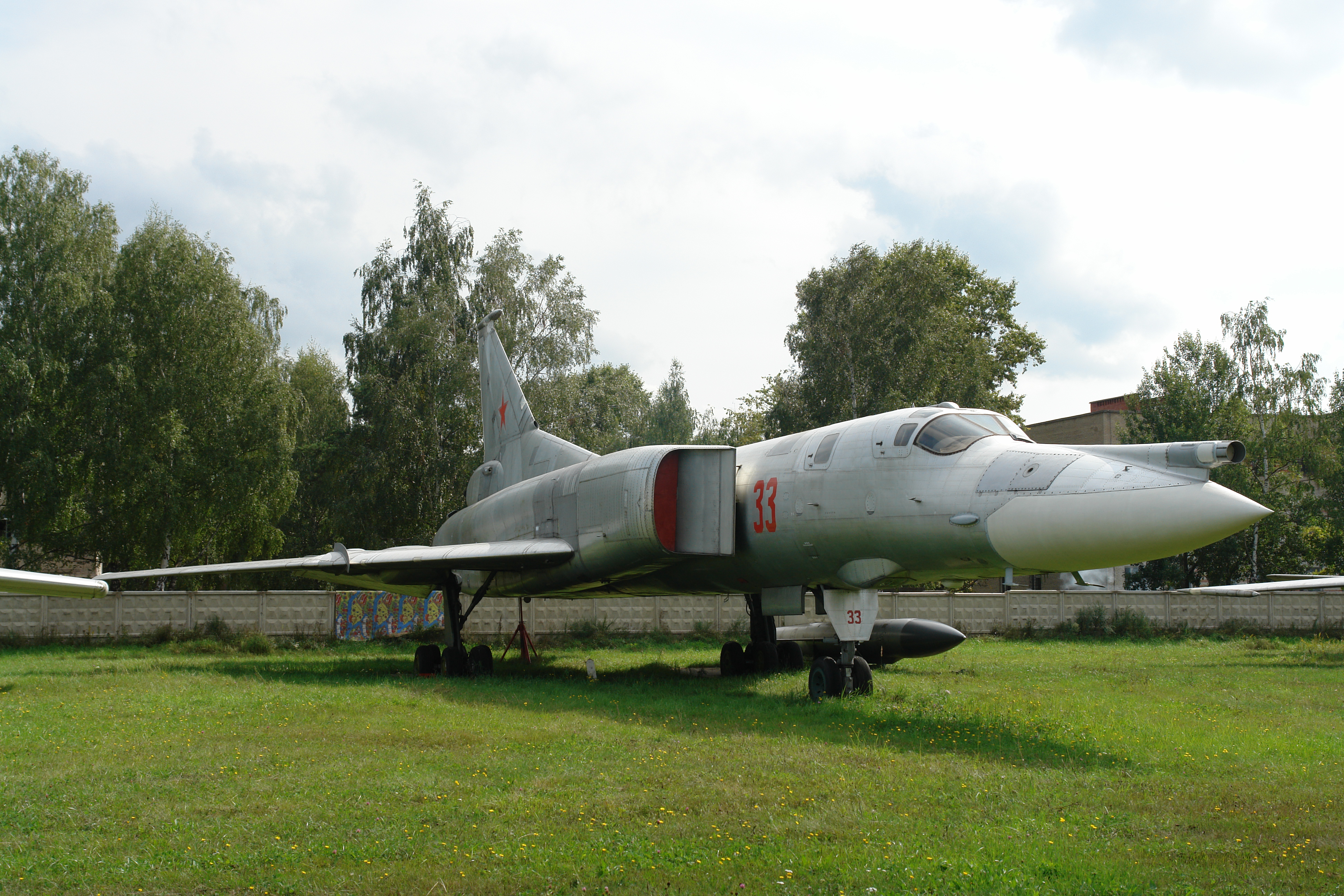
Tupolev Tu-22M "Backfire"
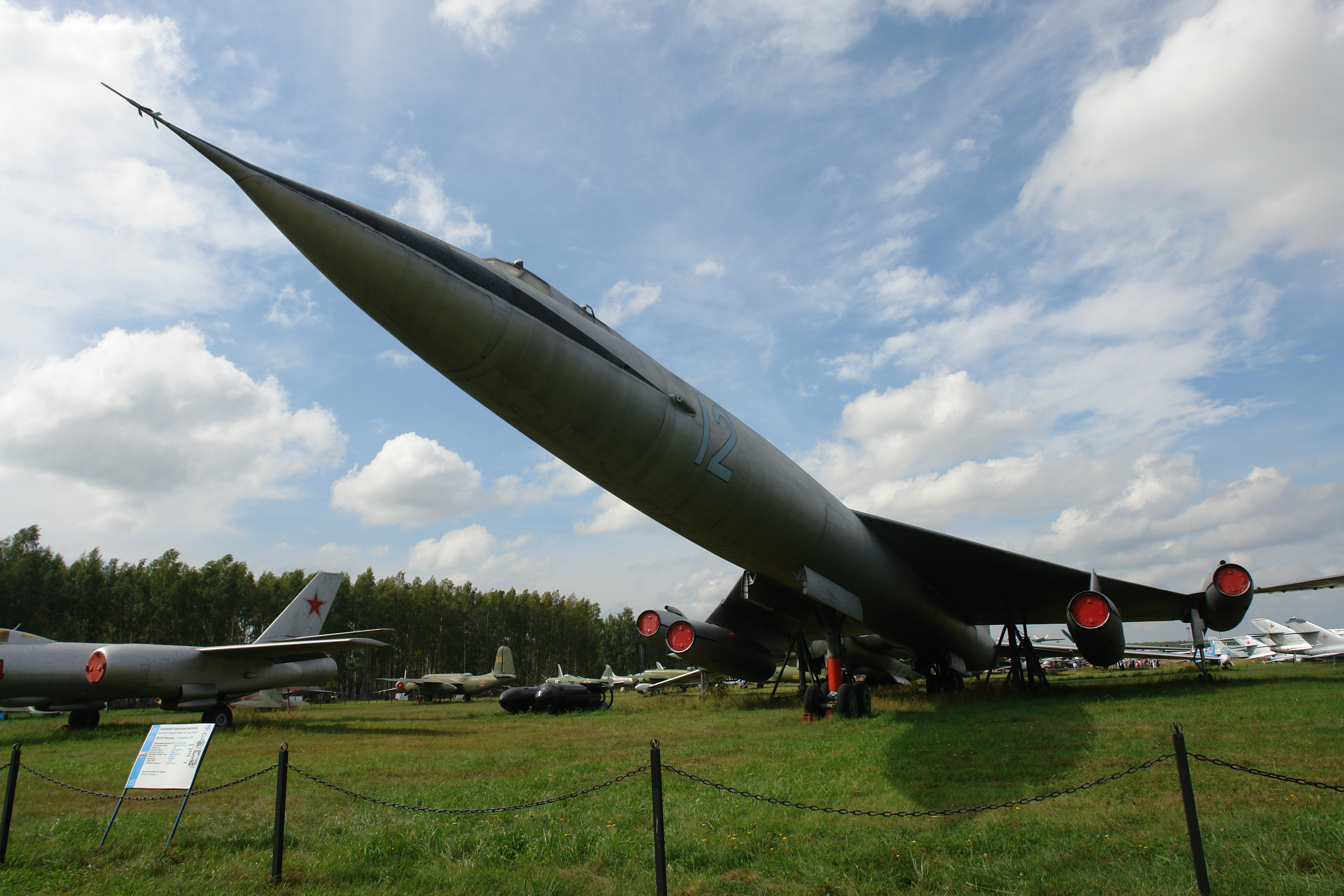
Myasishchev M-50 "Bounder"
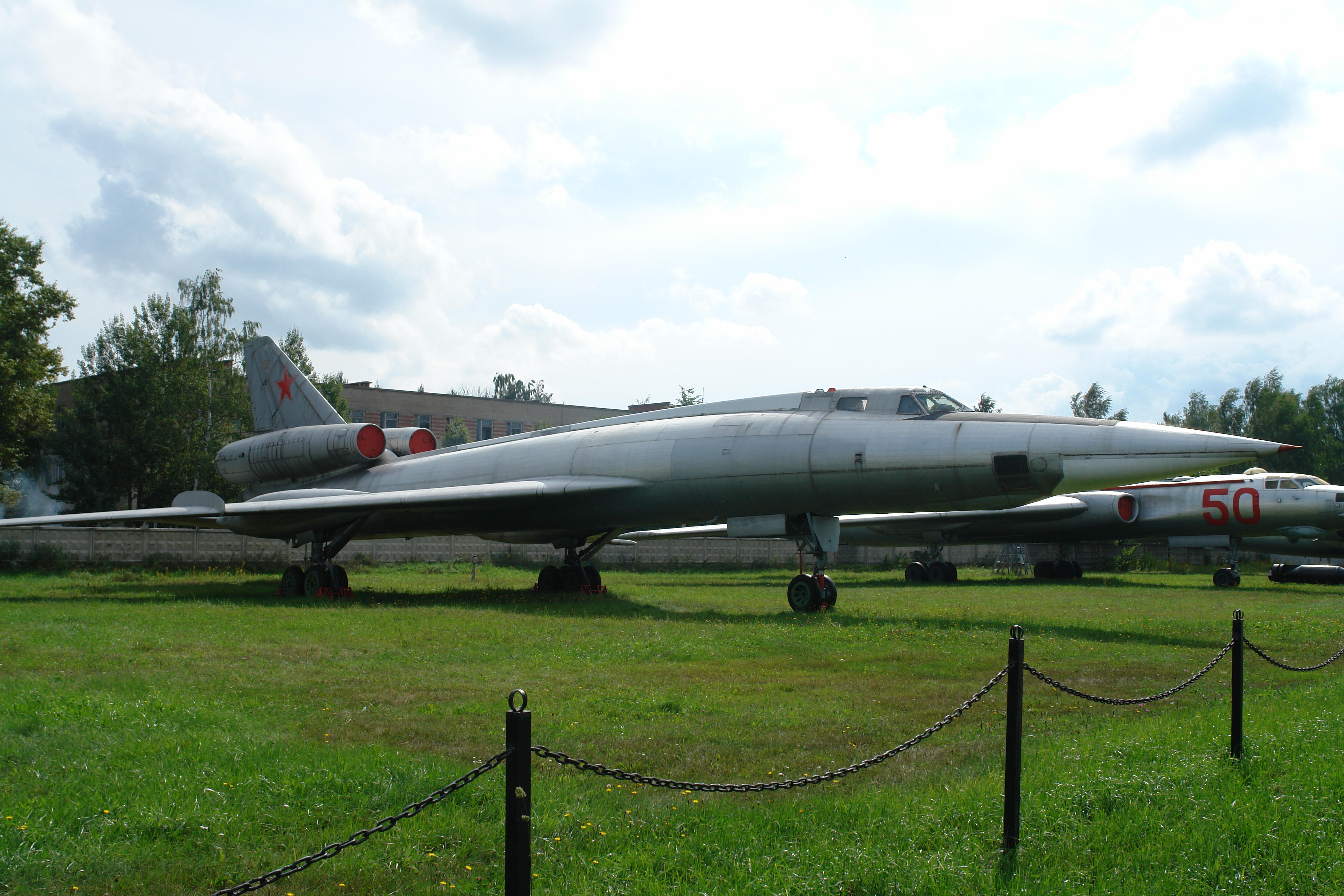
Tupolev Tu-22 "Blinder"
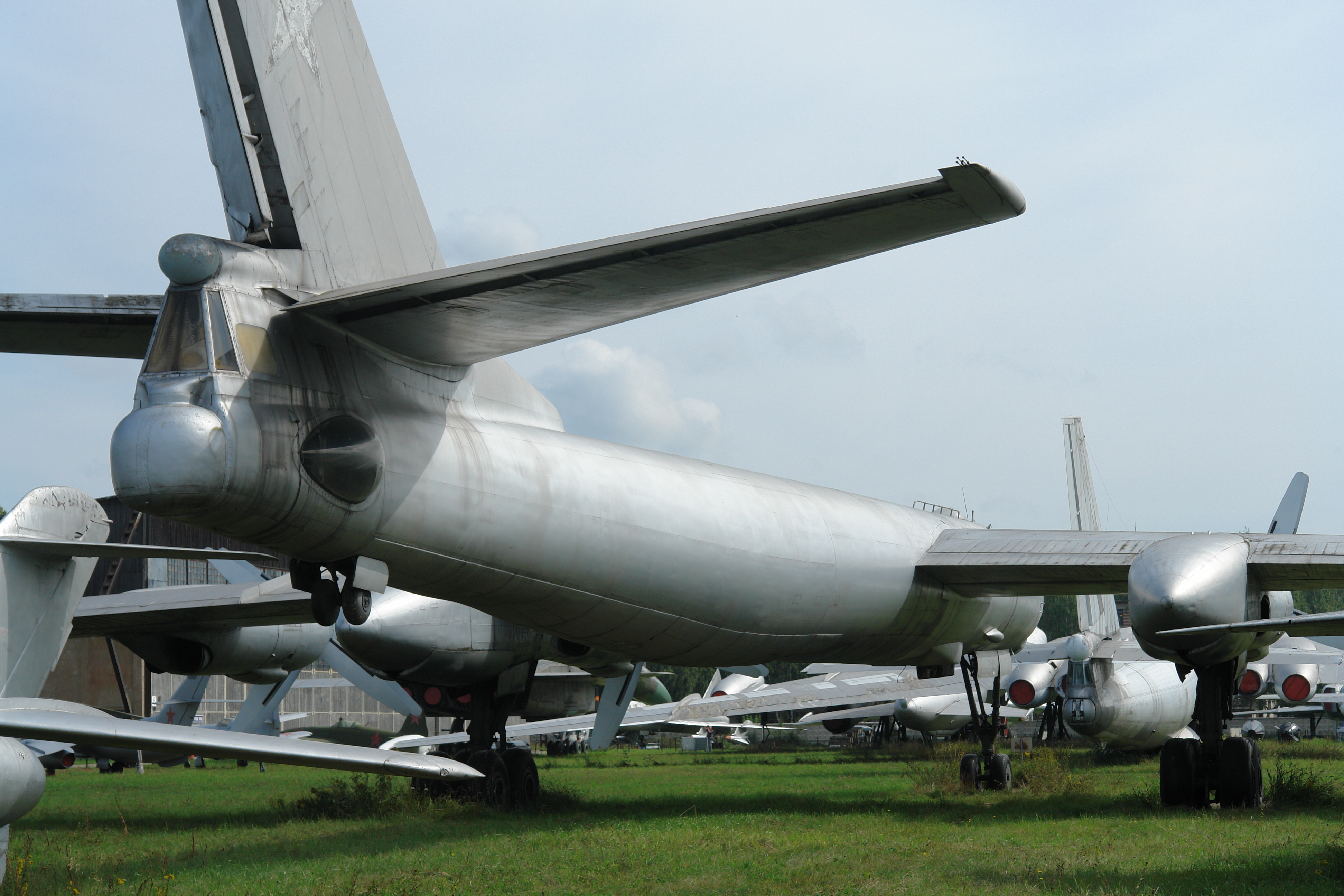
Tupolev Tu-95 "Bear"
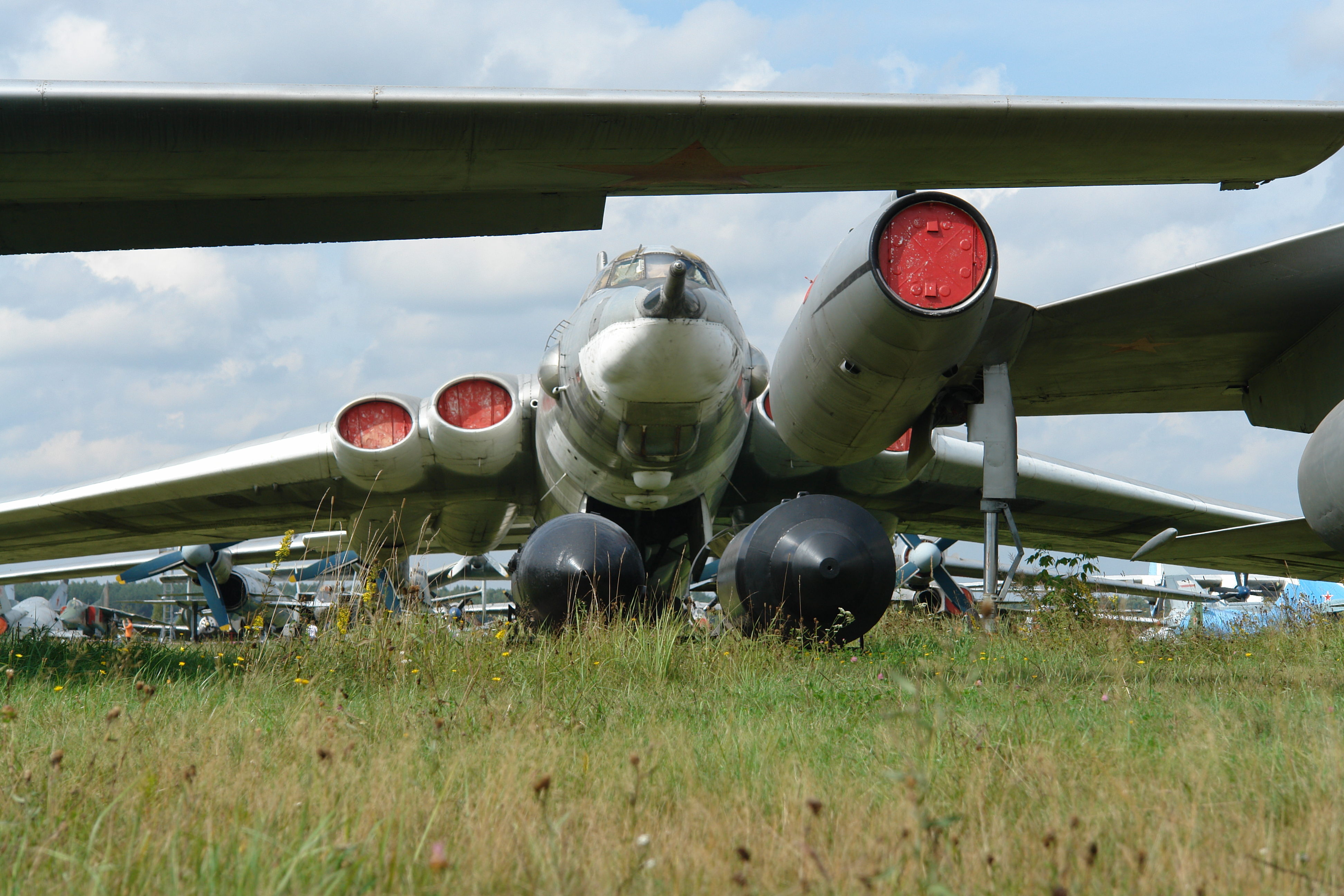
Myasishchev M-4 "Bison"

### Elicotteri

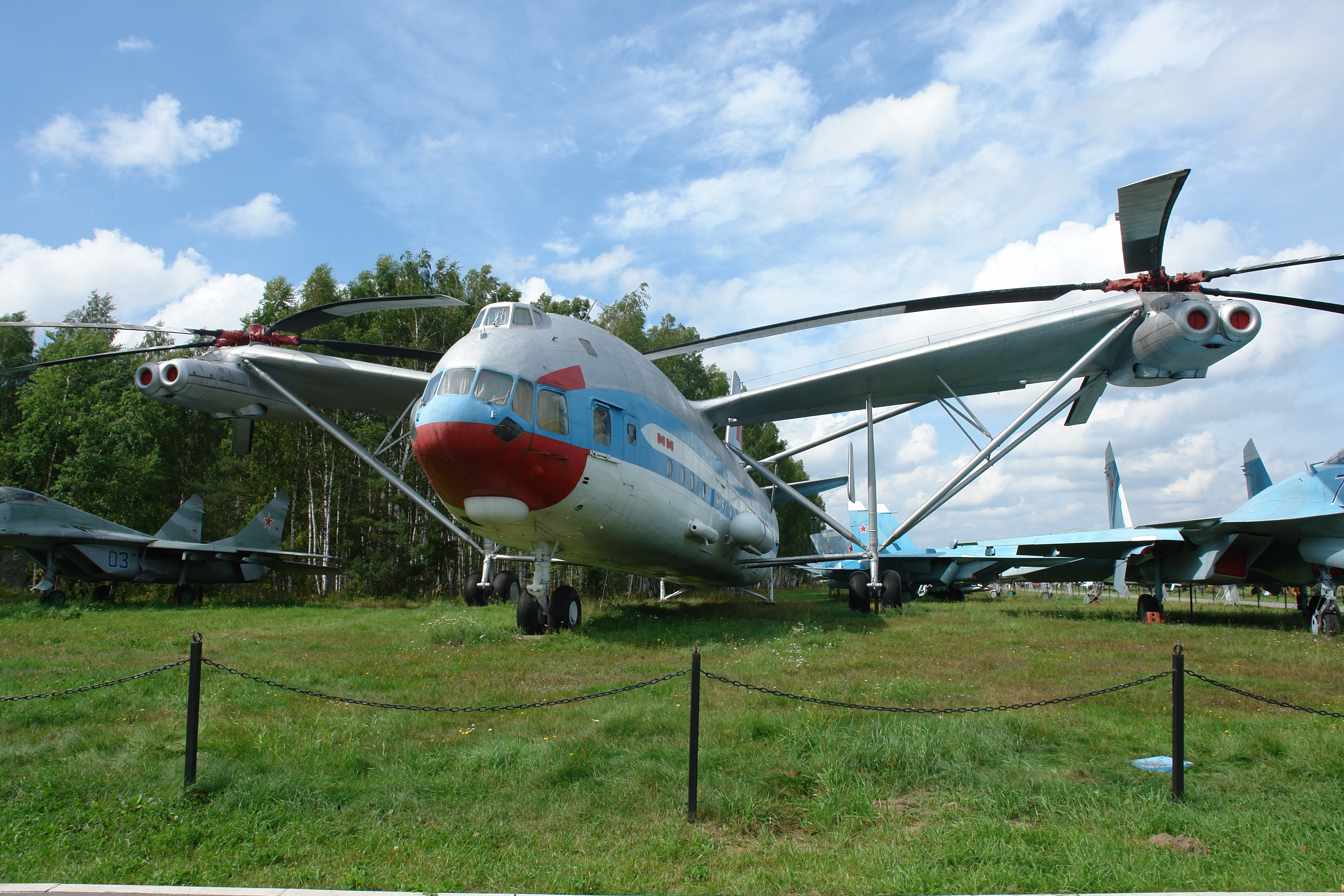
Mil Mi-12 "Homer"
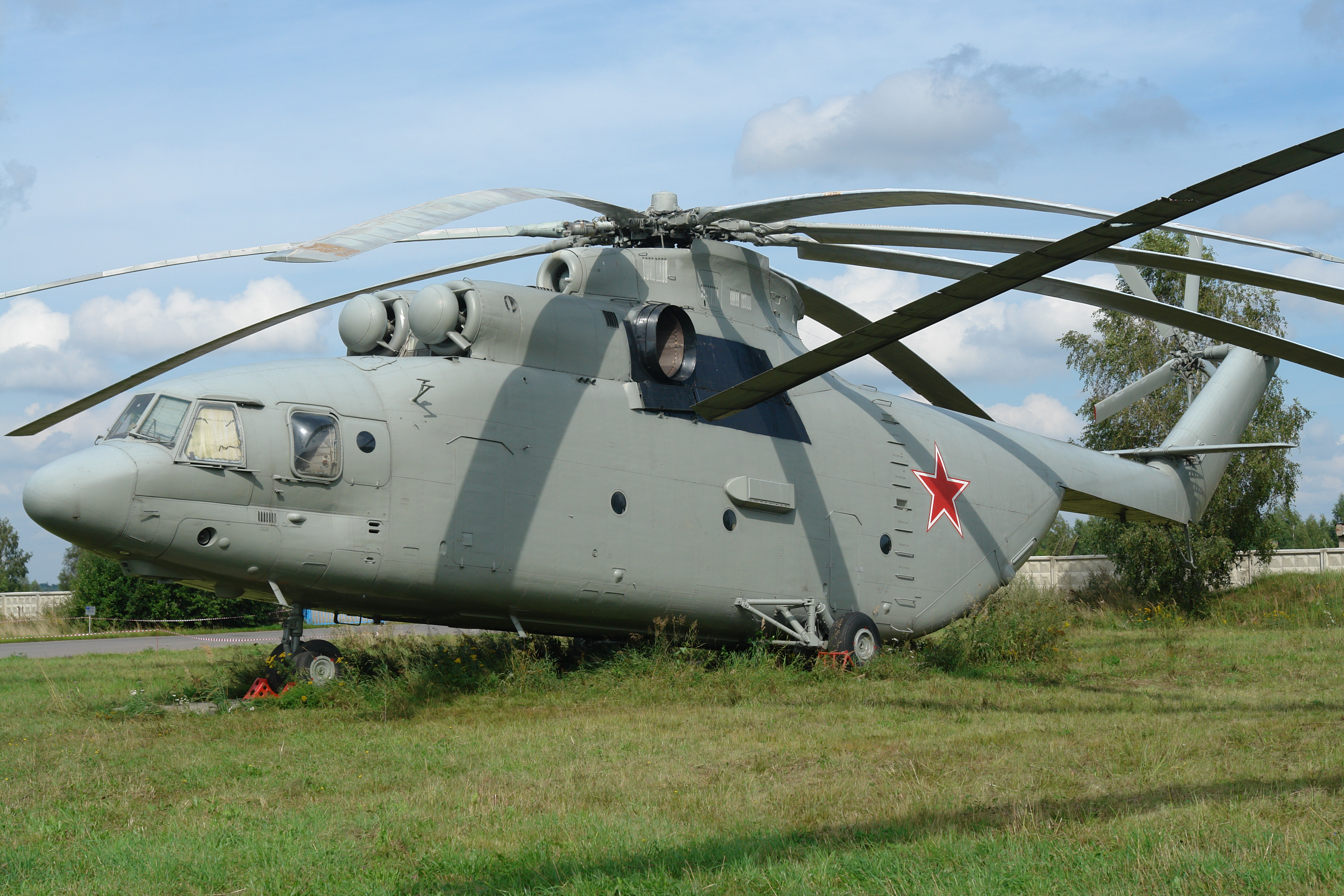
Mil Mi-26 "Halo"
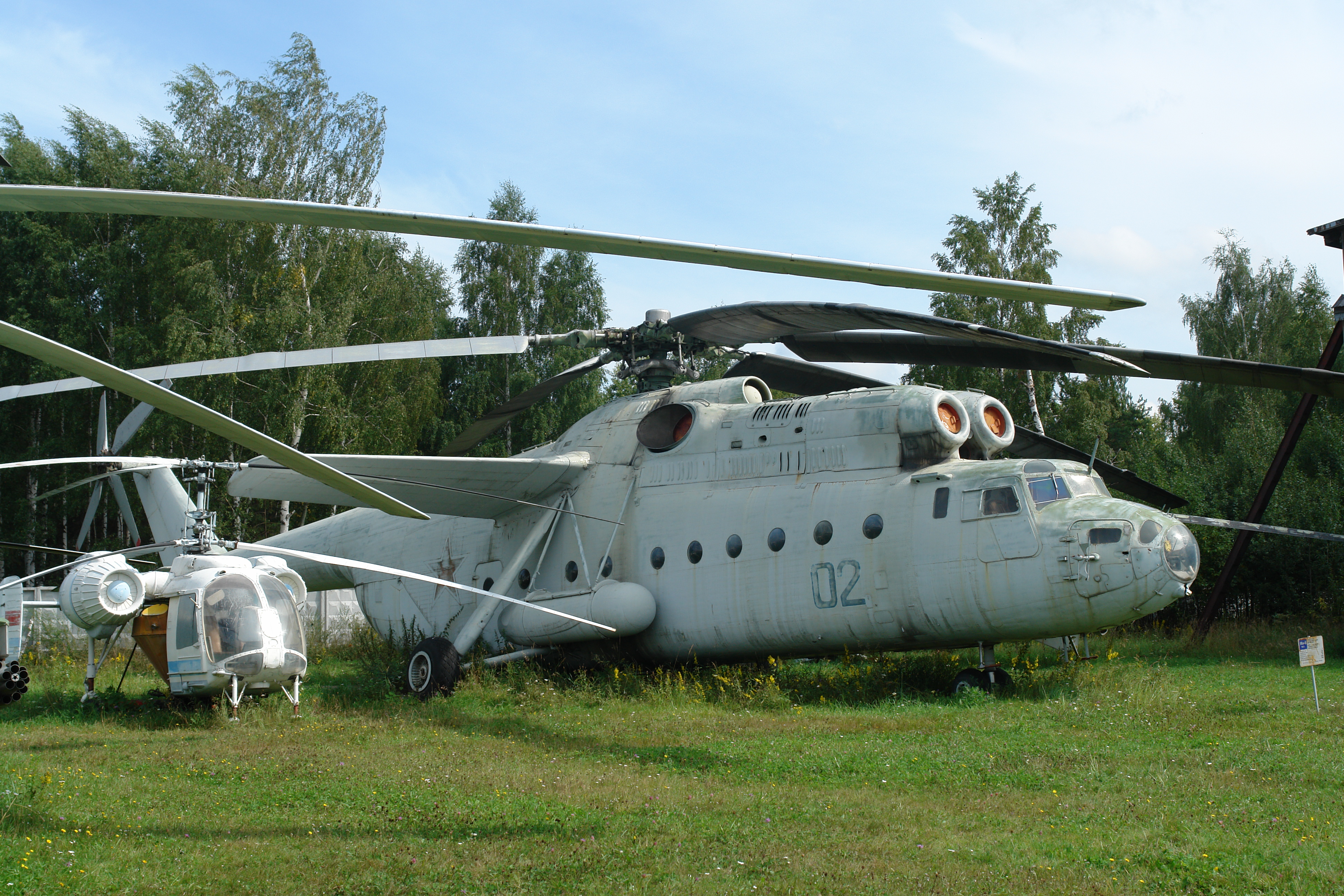
Mil Mi-6 "Hook"
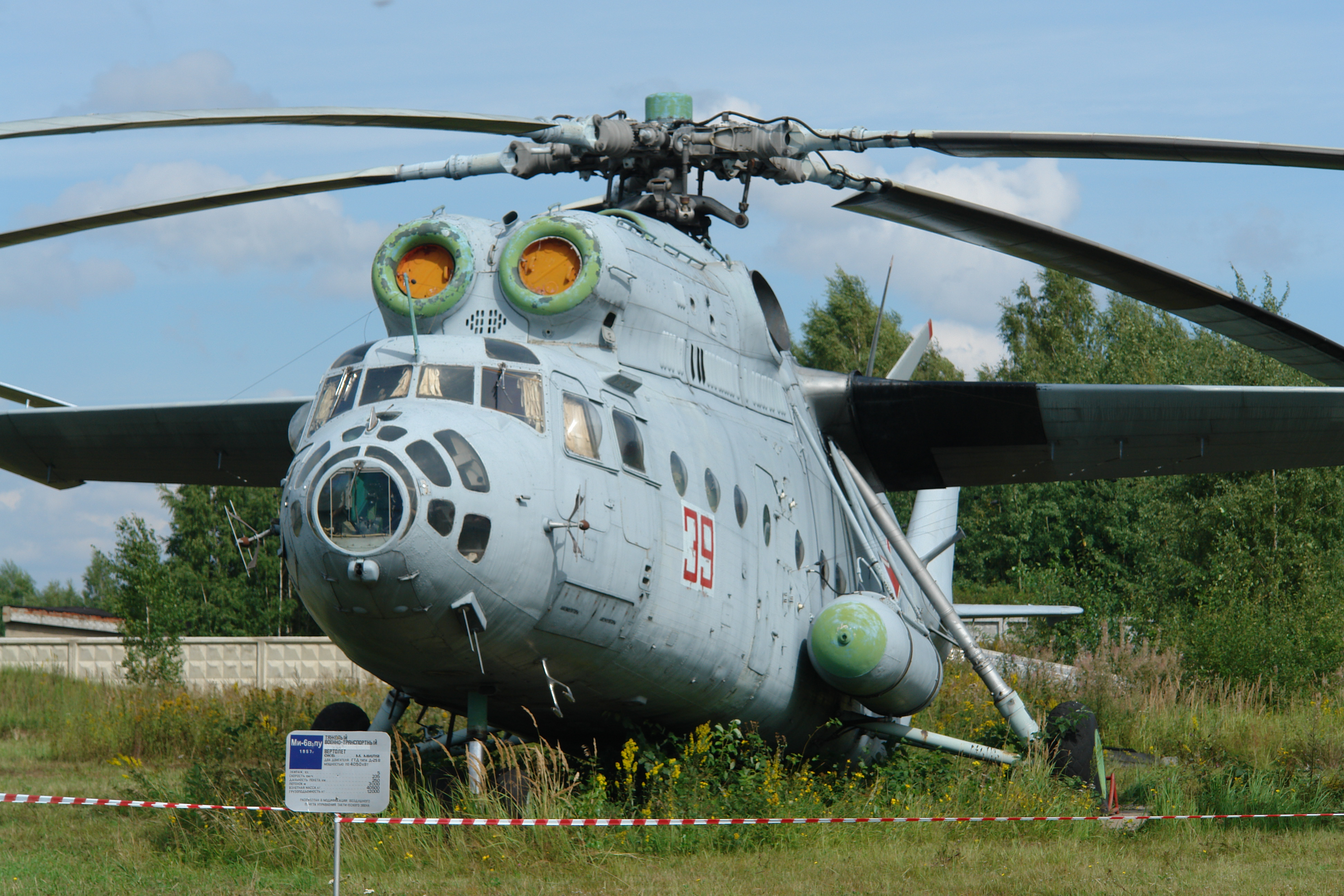
Mil Mi-6 "Hook"
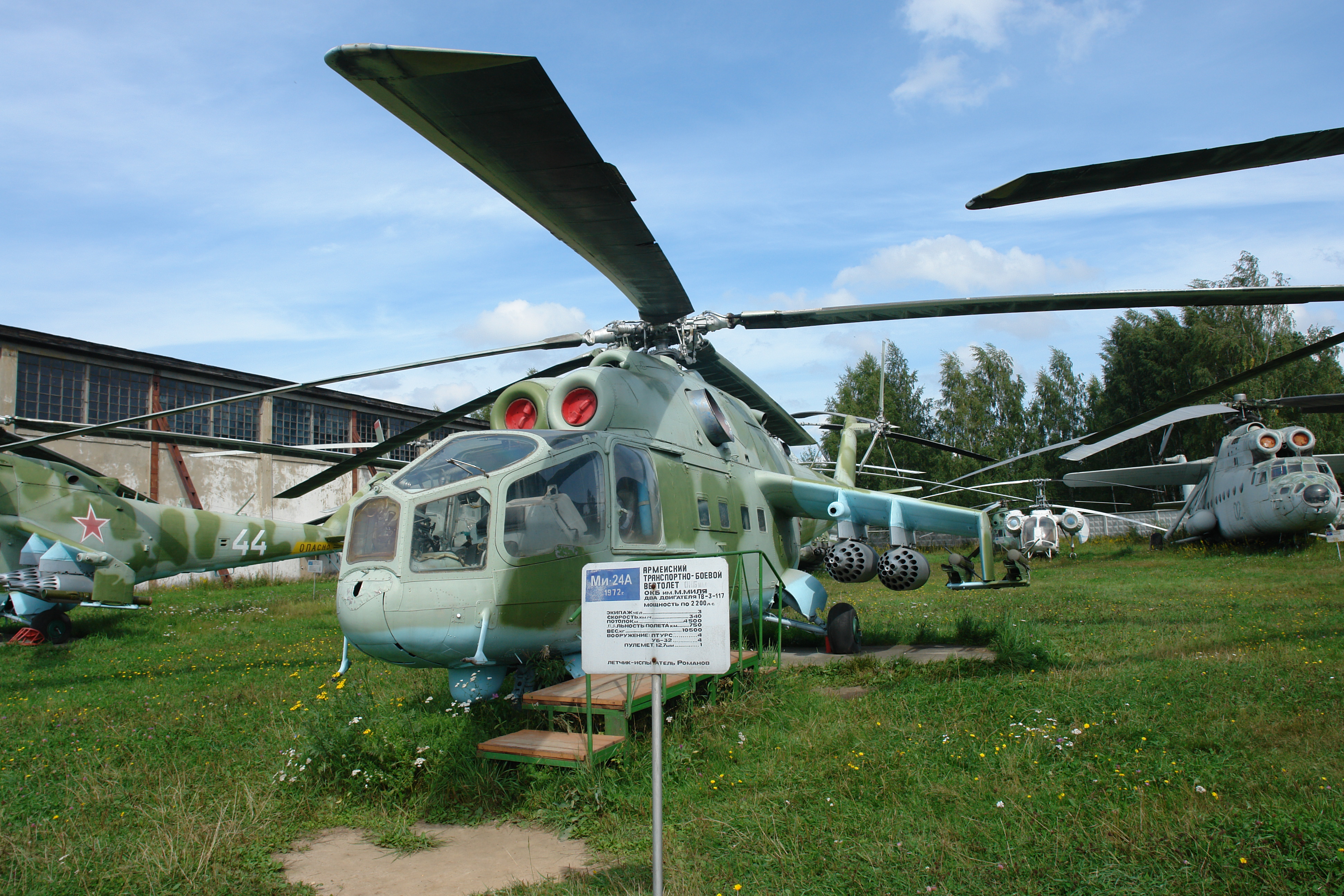
Mil Mi-24 "Hind-A"
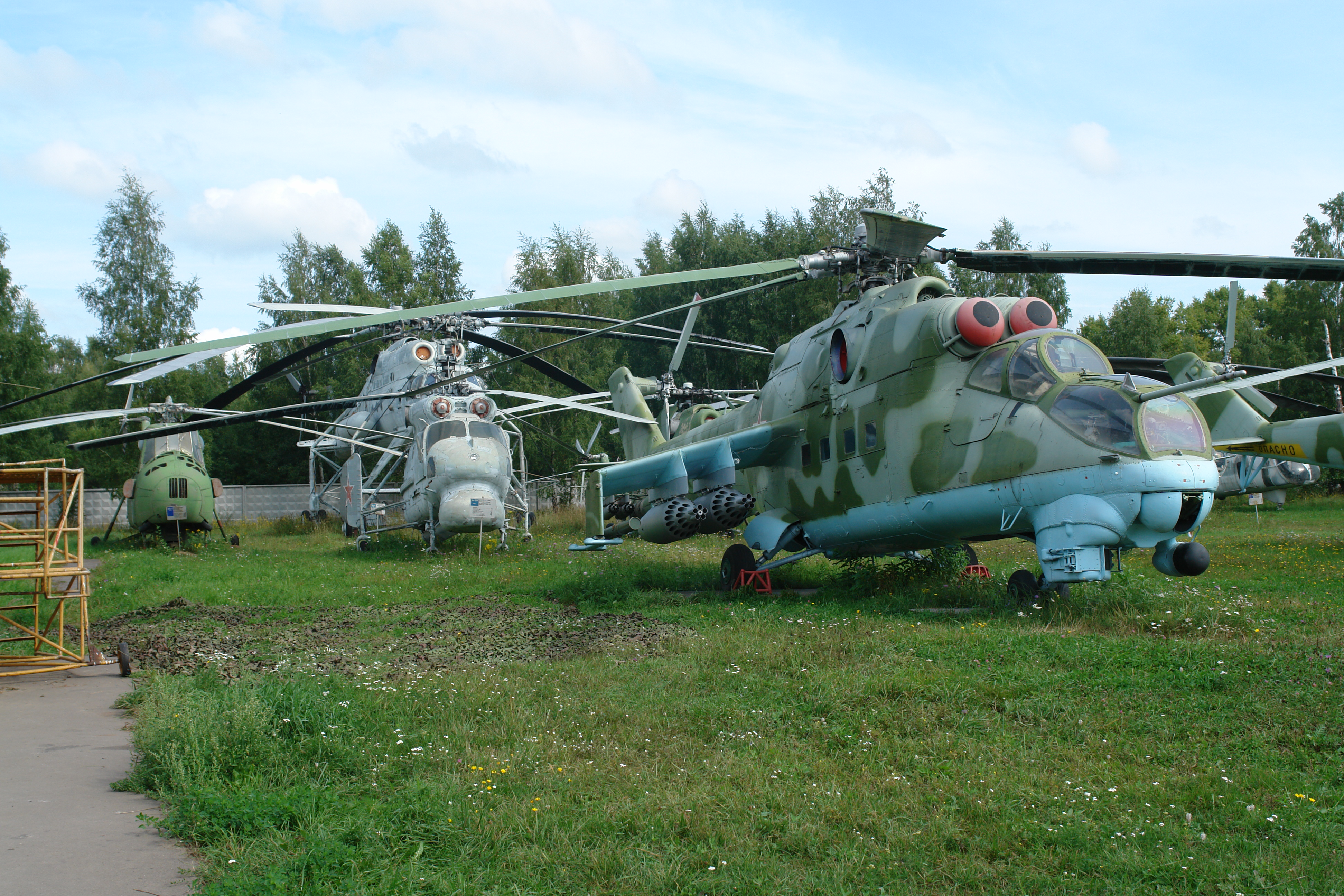
Mil Mi-25 "Hind-D"
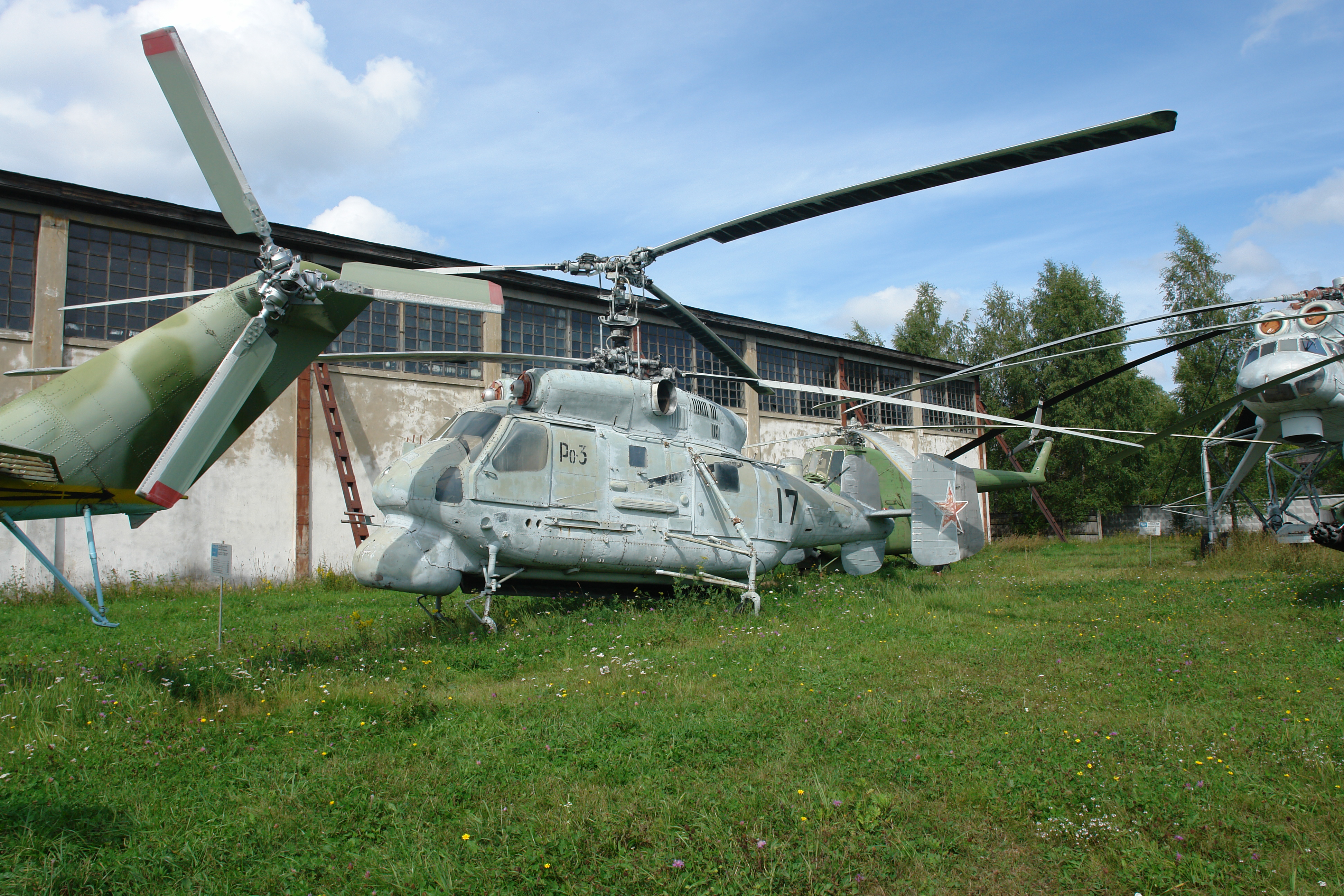
Kamov Ka-25 "Hormon"
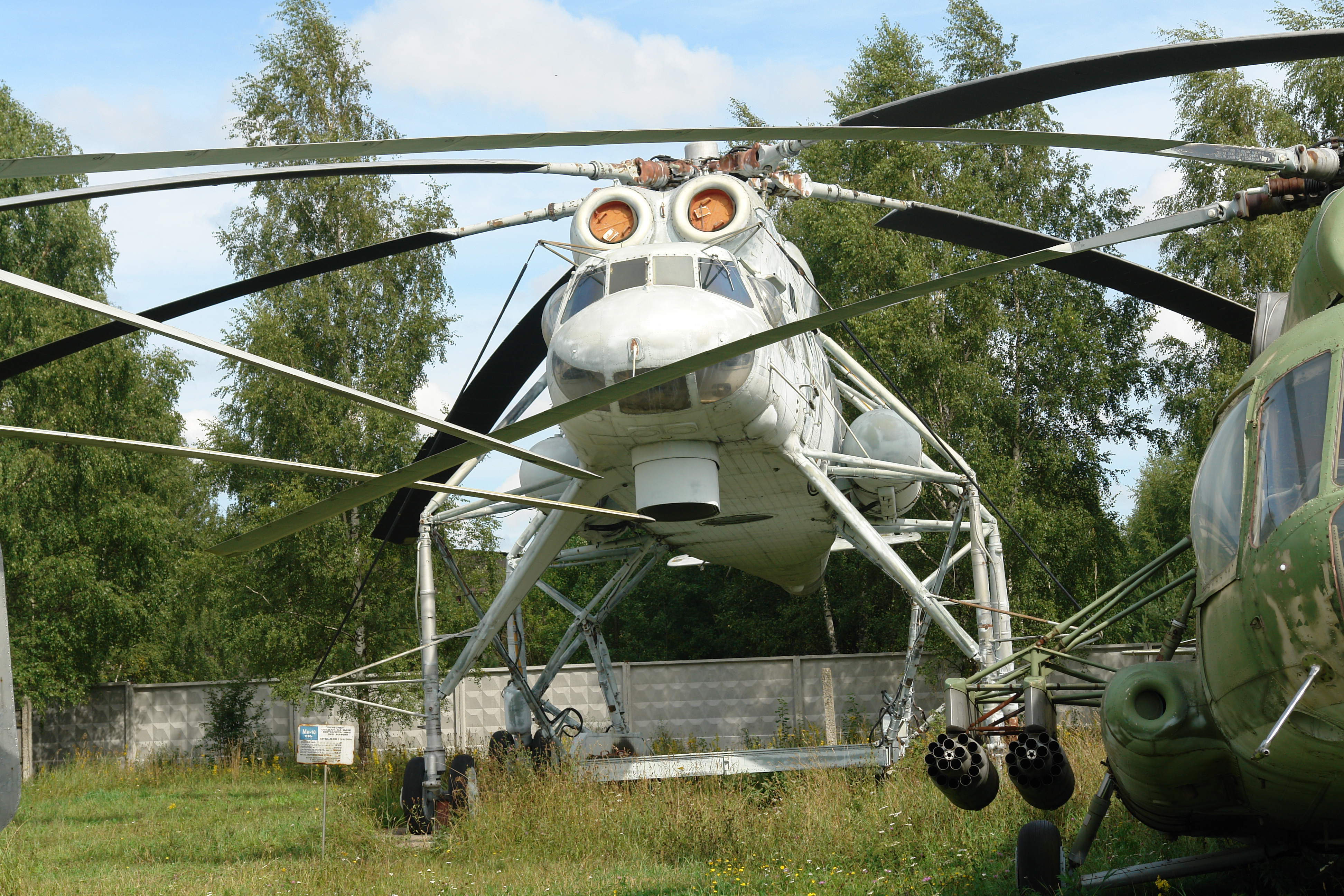
Mil Mi-10 "Harke"
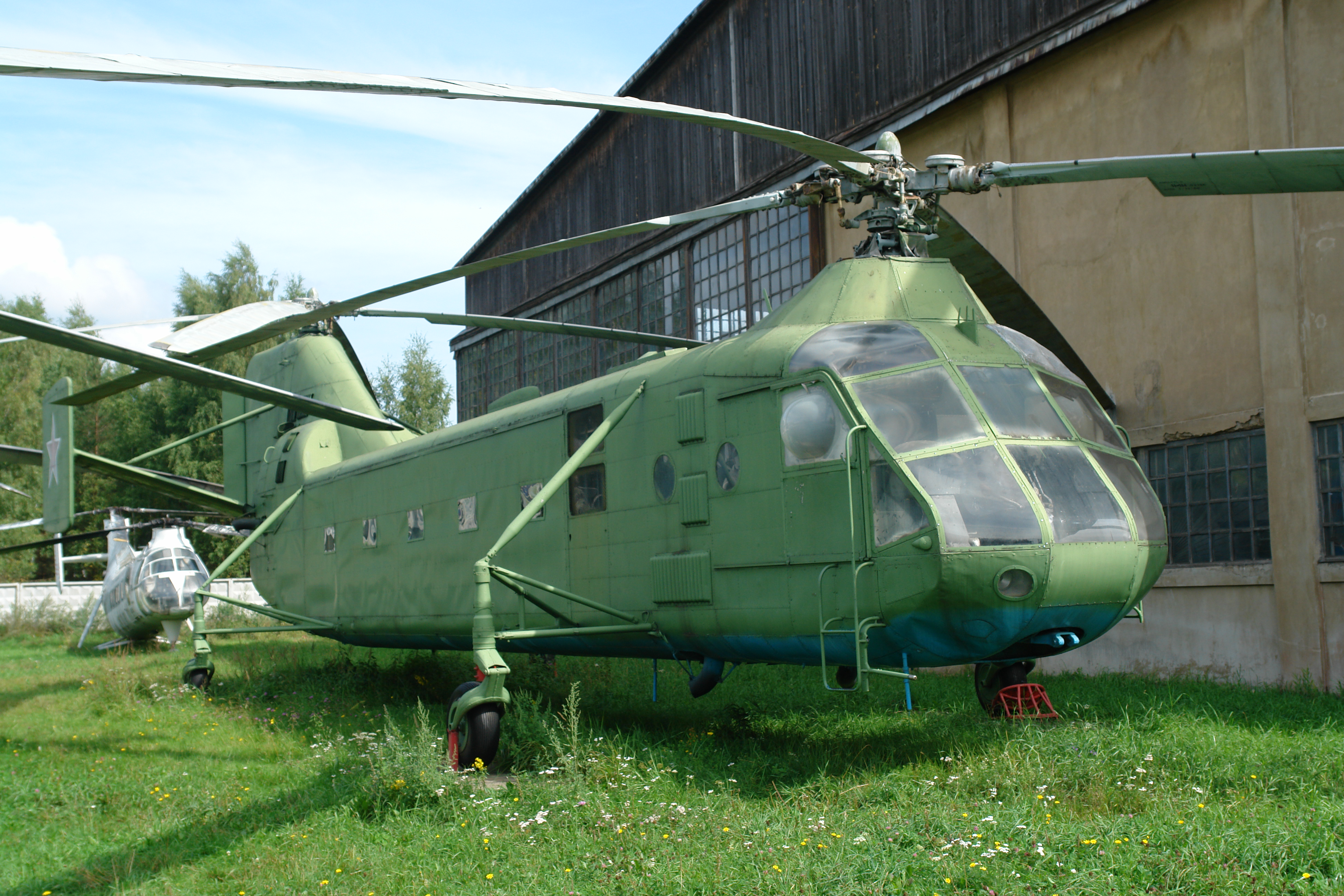
Yakovlev Yak-24 "Horse"

### Altri aerei

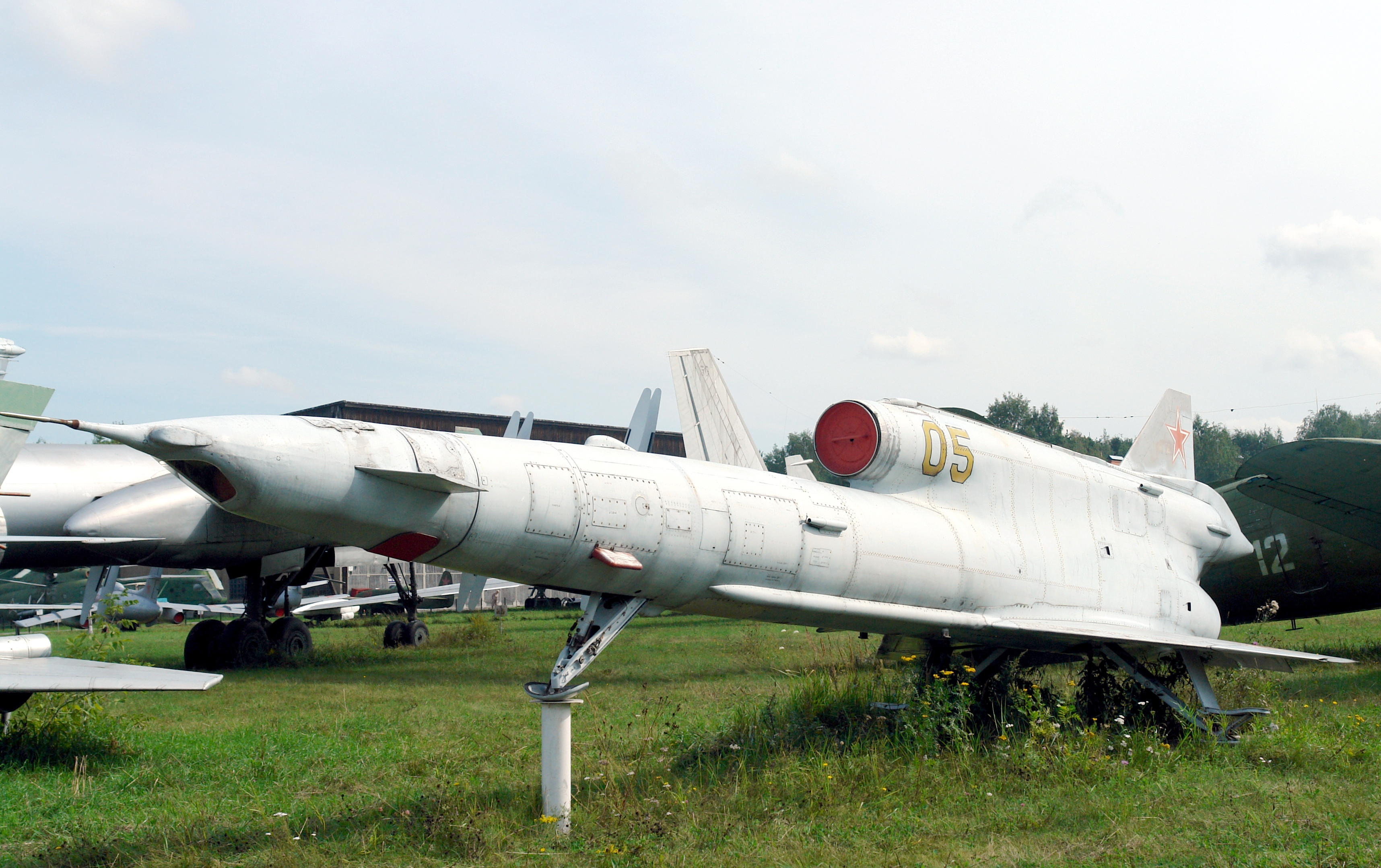
Myasishchev M-141 ""Strisch" UAV
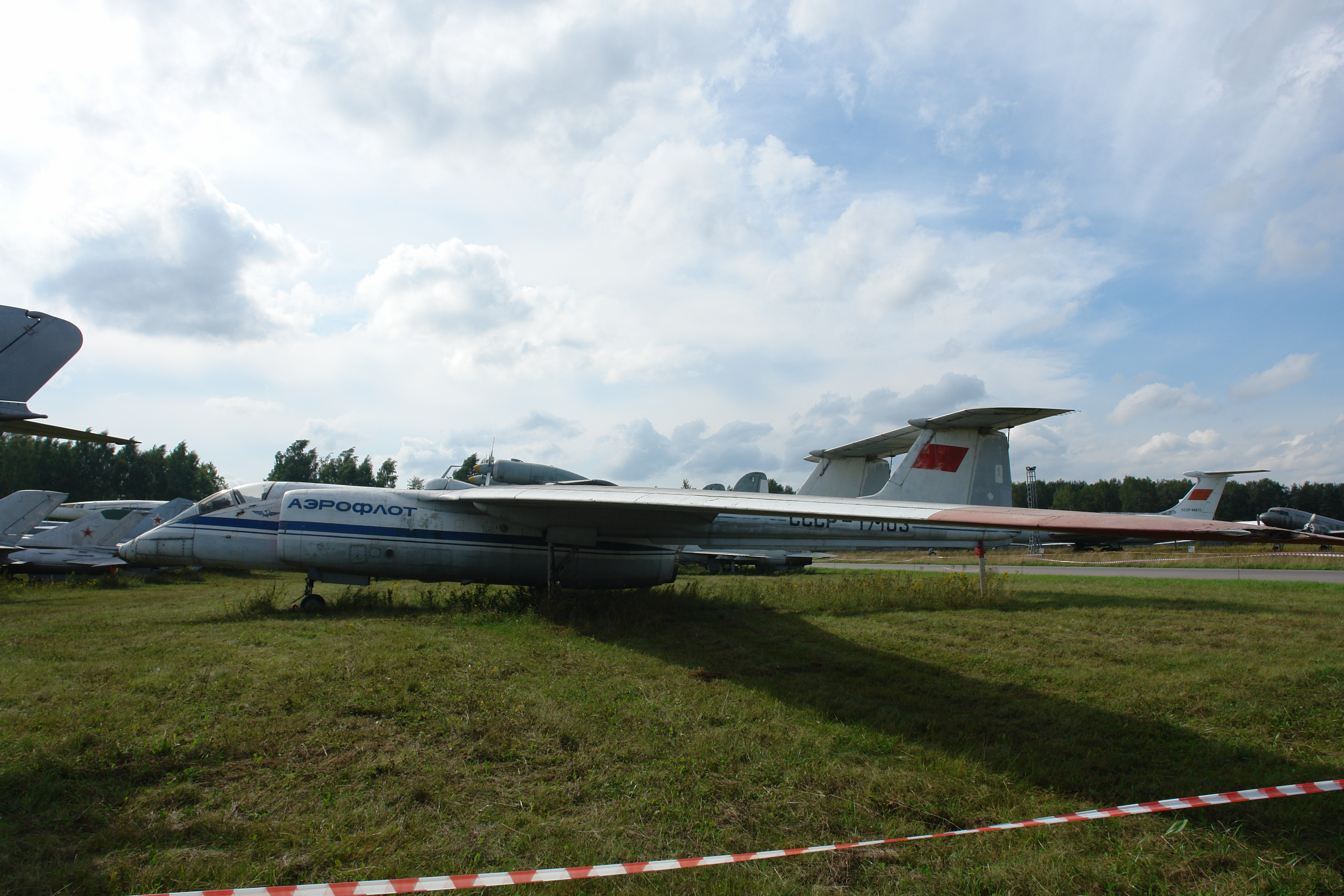
Myasishchev M-17 aereo sperimentale da alta quota "Mystic"
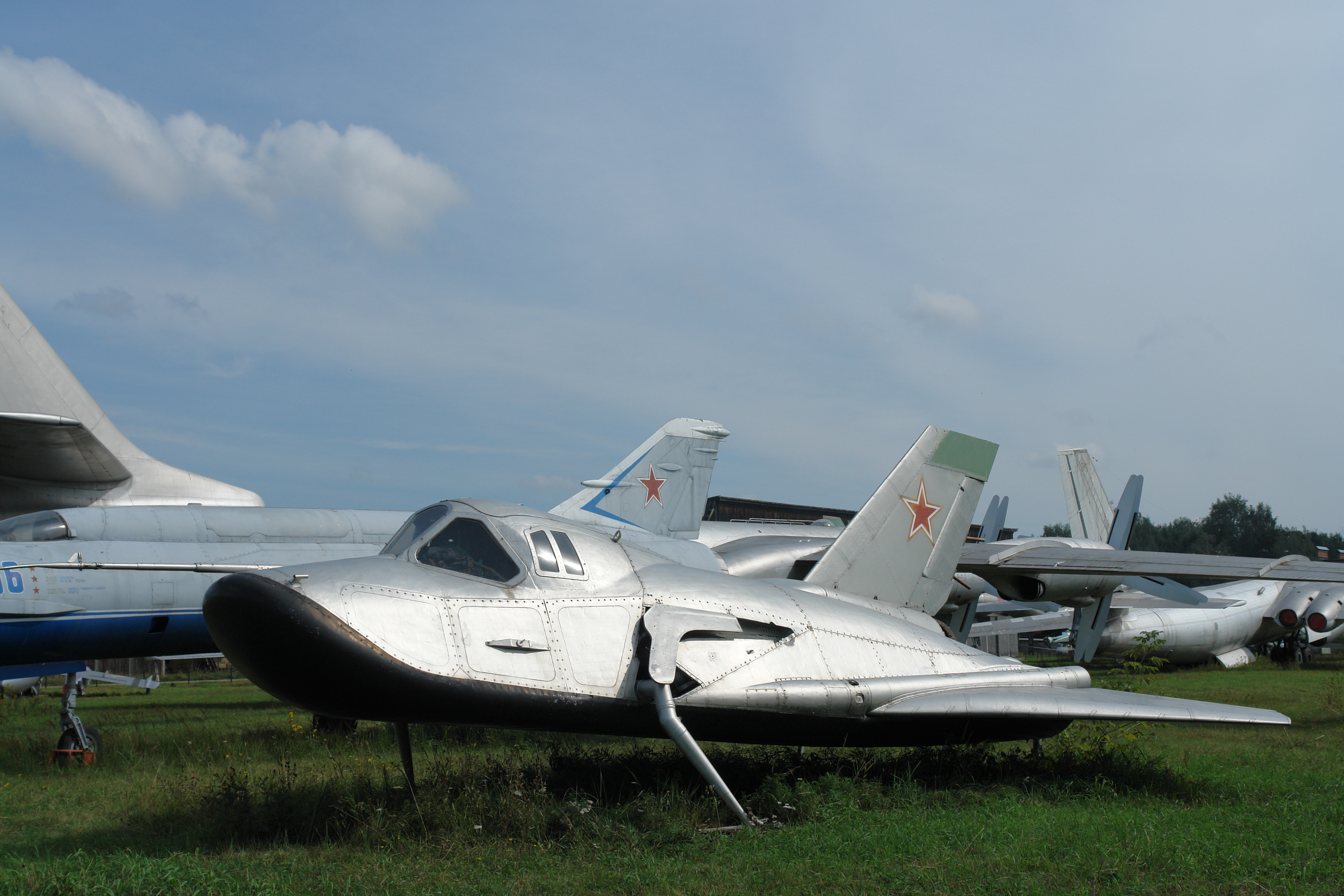
MiG-105 Spazioplano Orbitale "OS". Prototipo n° 11 "sub-sonico"
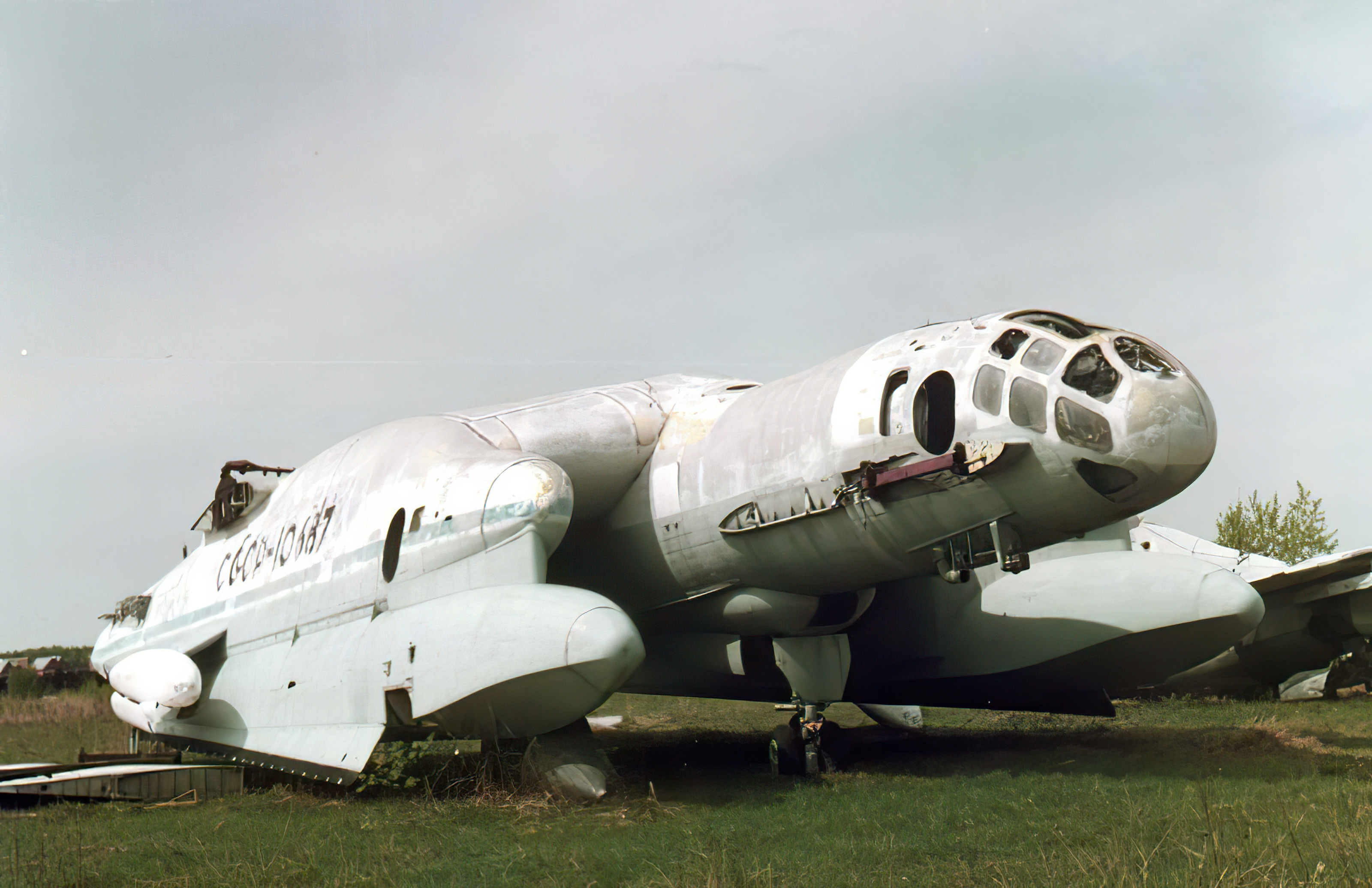
Beriev Bartini VVA-14 Prototipo di aereo anfibio a decollo verticale.